# Едуард фон Вінтерштайн
Едуа́рд фон Вінтершта́йн (нім. Eduard von Winterstein, справжнє ім'я барон Едуард Клеменс Франц фон Вангенхайм (нім. Eduard Clemens Franz Freiherr von Wangenheim), 1 серпня 1871, Відень, Австро-Угорщина, нині Австрія — 22 липня 1961 Берлін
, Німеччина) — австрійський та німецький актор театру і кіно. Член Академії мистецтв НДР.

## Життєпис
З 1903 року виступав в театрах під художнім керівництвом Макса Рейнгардта. З 1945 року — в берлінському Німецькому театрі. У кіно дебютував в 1910 році («Сумурун»). Починав як характерний актор: граф Дюбаррі («Мадам Дюбаррі»), Вальтер Фюрст («Вільгельм Телль») та інших. У роки фашистської диктатури був затребуваний не менше, ніж за часів німого кінематографа, перейшовши на виконання ролей літніх людей. Після Другої світової війни — в штаті кіностудії ДЕФА. Автор двотомних мемуарів.

## Вибрана фільмографія
- 1920 — Жовта смерть / Der gelbe Tod
- 1921 — Гамлет / Hamlet
- 1921 — Диявол і чарівниця / Teufel und Circe
- 1921 — Біла смерть / Der weiße Tod
- 1922 — Палаюча земля / Der Brennende Acker
- 1930 — Блакитний ангел / Der blaue Engel
- 1943 — Мюнхгаузен / Münchhausen — батько Мюнхгаузена
- 1960 — Мовчазна зірка / Schweigende Stern